# Généalogies royales anglo-saxonnes
Les généalogies royales anglo-saxonnes sont une série de textes qui retracent l'ascendance des souverains de plusieurs royaumes anglo-saxons jusqu'au dieu Woden, en passant par leurs ancêtres semi-légendaires qui auraient vécu pendant la période de colonisation de la Grande-Bretagne par les Anglo-Saxons.

## Sources
L'Histoire ecclésiastique du peuple anglais de Bède le Vénérable, achevée en 731, est le plus ancien texte à préserver l'ascendance de lignées royales anglo-saxonnes, en l'occurrence celles du Kent et d'Est-Anglie.
La Collection anglienne est un recueil de listes généalogiques et de listes de rois. Elle retrace l'ascendance des lignées royales du Deira, de Bernicie, de Mercie, du Lindsey, du Kent et d'Est-Anglie. Certaines versions de la Historia Brittonum, une chronique celtique du IXe siècle, présentent des listes généalogiques similaires à la Collection anglienne, avec qui elles partagent vraisemblablement la même source.
L'ascendance des rois du Wessex constitue un ajout présent dans trois des quatre versions de la Collection anglienne. La Chronique anglo-saxonne, compilée au Wessex à partir de la fin du IXe siècle, développe l'ascendance des rois ouest-saxons au-delà de Woden et jusqu'à Adam.

## Les lignées royales

### Le Kent et le Deira

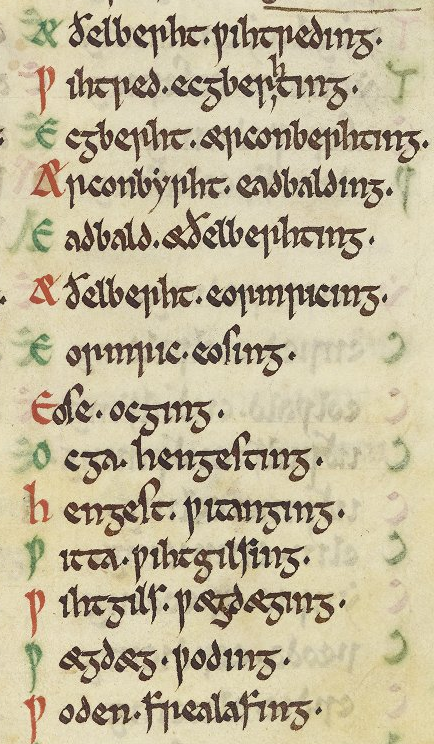
L'ascendance des rois du Kent dans le Textus Roffensis.

L'ascendance de Hengist et Horsa, les fondateurs semi-légendaires du royaume du Kent, est rapportée comme suit par Bède : fils de Wihtgils (Victgilsi), fils de Witta (Vitti), fils de Wecta (Vecta), fils de Woden. Witta est omis dans certains manuscrits de l'Histoire ecclésiastique. La Collection anglienne donne une ascendance similaire, mais elle intervertit les positions de Witta et Wihtgils et donne au fils de Woden le nom de Wægdæg plutôt que Wecta. Snorri Sturluson s'inspire visiblement de la même tradition dans le prologue de son Edda en prose, qui mentionne Heingest, fils de Witta, fils de Vitrgils, fils de Vegdagr, fils d'Óðinn.
Le fils de Hengist, Œric ou Oisc, donne son nom à la dynastie des Oiscingas. Les généalogies s'achèvent avec son fils Octa, son petit-fils Eormenric et son arrière-petit-fils Æthelberht. Dans la Collection anglienne, les positions d'Octa (Ocga) et Oisc (Oese) sont inversées.
Wægdæg / Vegdagr apparaît également dans la généalogie des rois du Deira. La Chronique anglo-saxonne et la Collection anglienne font d'eux les descendants de Swæbdæg, fils de Siggar (ou Sigegar), fils de Wægdæg. Ces individus apparaissent également chez Snorri qui les appelle Svebdeg et Sigarr, mais chez lui, Sigarr est le fils de Vitrgils et donc le petit-fils de Vegdagr / Wægdæg. La Collection anglienne, la Chronique anglo-saxonne et la Historia Brittonum retracent de manière similaire le lignage de Siggar à Ælle, premier roi historiquement attesté du Deira. Neuf noms les séparent dans la Collection anglienne : Swæbdæg, Siggeat, Sæbald, Sæfugol, Somele, Westorfalcna, Wilgils, Uscfea et Yffe. Ils sont seulement huit dans la Chronique, qui omet Soemel, et sept dans la Historia, qui omet Swæbdæg et Siggeat. La Historia rebaptise également Westorfalcna en Sguerthing, peut-être censé correspondre au Swerting mentionné dans le poème Beowulf. Pour Jacob Grimm, les noms Westerfalcna « faucon de l'ouest » et Sæfugel « oiseau de mer » sont des noms d'oiseaux totémiques équivalents des noms de chevaux dans la lignée du Kent.
David Dumville propose d'expliquer les similitudes entre les généalogies royales du Kent et du Deira comme le reflet de l'alliance entre les deux royaumes au moment du mariage d'Edwin du Deira avec la princesse kentique Æthelburg, célébré au plus tard en juillet 625. L'ascendance des rois jutes du Kent aurait été artificiellement greffée sur le lignage angle des rois du Deira. L'ascendance alternative d'Ælle qui figure dans l'Historia Brittonum constitue un argument en faveur de cette hypothèse, car elle est très similaire à celle donnée dans la Chronique anglo-saxonne pour les souverains de Bernicie, royaume angle voisin du Deira. Siggar y apparaît comme fils de Brond, fils de Beldeg, fils de Woden.
| Kent     | Kent                 | Kent          | Deira         | Deira                          | Deira                | Deira              | Bernicie                |
| Bède     | Collection anglienne | Edda en prose | Edda en prose | Chronique anglo-saxonne (B, C) | Collection anglienne | Historia Brittonum | Chronique anglo-saxonne |
| -------- | -------------------- | ------------- | ------------- | ------------------------------ | -------------------- | ------------------ | ----------------------- |
| Woden    | Woden                | Óðinn         | Óðinn         | Woden                          | Woden                | Woden              | Woden                   |
| Wecta    | Wægdæg               | Vegdagr       | Vegdagr       | Wægdæg                         | Wægdæg               | Beldeg             | Bældæg                  |
| Witta    | Wihtgils             | Vitrgils      | Vitrgils      | Wægdæg                         | Wægdæg               | Brond              | Brand                   |
| Wihtgils | Witta                | Witta         | Sigarr        | Sigegar                        | Siggar               | Siggar             | Benoc                   |
| Hengest  | Hengest              | Heingest      | Svebdeg       | Swebdæg                        | Swæbdæg              | Siggar             | Aloc                    |

### Le Wessex et la Bernicie
Les différentes versions de la lignée royale du Wessex présentent des différences significatives. Dans la Collection anglienne, Cerdic, fondateur légendaire du Wessex, est séparé de Woden par quatre générations (Aluca, Giwis, Brond et Bældæg). En revanche, dans la Chronique anglo-saxonne, huit générations les séparent. La forme des quatre noms supplémentaires (Frithgar, Freawine, Wig et Esla) correspond parfaitement au système de versification allitérative de la poésie vieil-anglaise, ce qui suggère qu'ils constituent un ajout ultérieur.
En outre, Brond fils de Bældæg est aussi l'ancêtre de la lignée royale de Bernicie. Il est surprenant que les lignées de deux royaumes aussi distants revendiquent le même ancêtre. Ces lignées situent par ailleurs Cerdic à la même génération qu'Ida, premier roi de Bernicie, dont le règne est pourtant daté par la Chronique comme antérieur à celui de Cerdic. Kenneth Sisam a proposé une explication à ces incongruités dans un article de 1953. Il estime que la première version de la lignée du Wessex est la plus courte. Une première modification aurait consisté en l'ajout des héros légendaires Freawine et Wig, après quoi Frithgar et Esla auraient été rajoutés pour renforcer le caractère allitératif du texte. Sisam souligne que la forme courte de la lignée est presque identique aux premières générations de la lignée bernicienne, la seule différence notable étant le remplacement de Benoc ou Beornuc par Giwis, le premier étant vraisemblablement un héros éponyme des Berniciens qui laisse ainsi la place à un héros éponyme des Gewisse, l'un des anciens noms des Ouest-Saxons.
Dans la lignée de Bernicie, Ida apparaît comme le descendant de Woden à la neuvième ou dixième génération.

### La Mercie
Les différentes versions de la lignée royale de Mercie ont pour ancêtre commun Wihtlæg, qui est selon les textes le fils (dans la Chronique), petit-fils (dans la Collection) ou arrière-petit-fils (dans la Historia) de Woden. Wihtlæg et ses descendants sont généralement décrits comme des rois des Angles, mais dans sa Gesta Danorum, Saxo Grammaticus fait de lui un roi du Danemark sous le nom de Wiglek, comme son fils Wærmund (Wermund) et son petit-fils Offa (Uffa). Le poème Beowulf préserve également une partie de cette généalogie, avec Garmund, son fils Offa et son petit-fils Eomer (qui est le petit-fils d'Offa dans les autres sources).
Le fils d'Eomer, Icel, est l'ancêtre éponyme de la dynastie des Iclingas, parce qu'il aurait été le premier de sa lignée à poser le pied en Angleterre. Dans presque toutes les généalogies, Icel est le père de Cnebba, père de Cynewald, père de Creoda, père de Pybba, père de Penda, le premier roi mercien historiquement attesté de cette lignée. La Historia Brittonum est la seule source à dévier de ce modèle en omettant toutes les générations entre Eomer et Pybba.
| Chronique anglo-saxonne | Collection anglienne | Historia Brittonum | Chronicon ex chronicis | Beowulf | Gesta Danorum    | Brevis Historia Regum Dacie |
| ----------------------- | -------------------- | ------------------ | ---------------------- | ------- | ---------------- | --------------------------- |
| Woden                   | Woden                | Woden              | Woden                  |         |                  |                             |
| Wihtlæg                 | Weoðolgeot           | Guedolgeat         | Withelgeat             |         |                  |                             |
| Wihtlæg                 | Weoðolgeot           | Gueagon            | Waga                   |         |                  |                             |
| Wihtlæg                 | Wihtlæg              | Guithlig           | Wihtleag               | Wiglek  | Froði hin Frökni |                             |
| Wærmund                 | Wærmund              | Guerdmund          | Weremund               | Garmund | Wermund          | Wermund                     |
| Offa                    | Offa                 | Ossa               | Offa                   | Offa    | Uffa             | Uffa                        |
| Angeltheow              | Angelgeot            | Origon             | Angengeat              | Offa    | Dan              | Dan                         |
| Eomær                   | Eomer                | Eamer              | Eomer                  | Eomer   |                  |                             |
| Icel                    | Icel                 | Eamer              | Icel                   |         |                  |                             |

### L'Est-Anglie

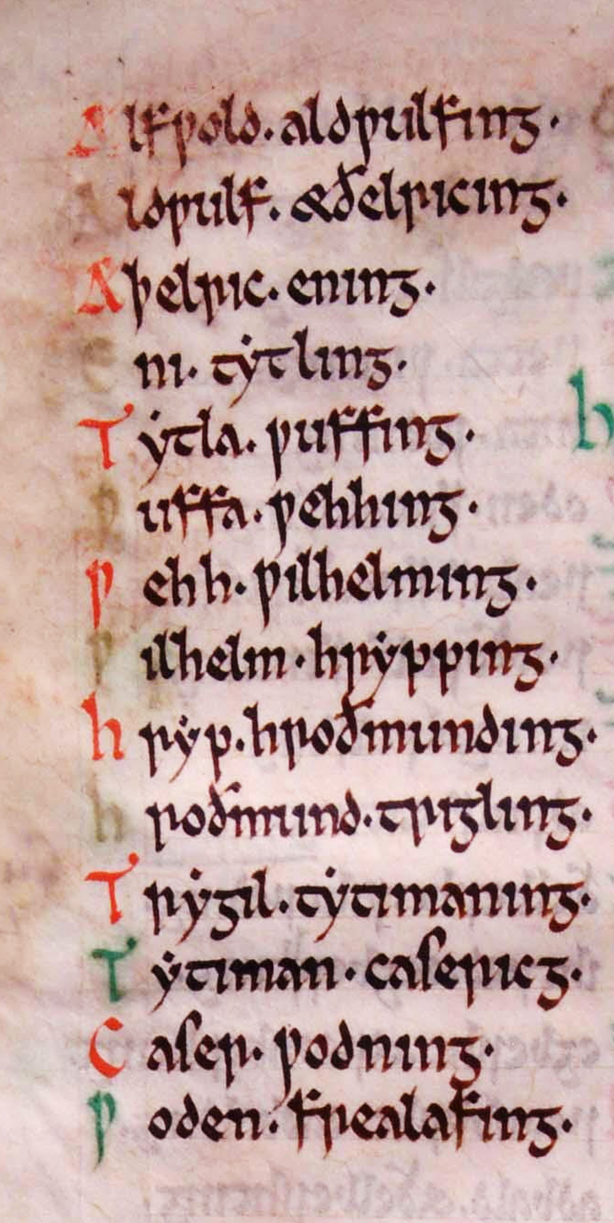
L'ascendance des rois d'Est-Anglie dans le Textus Roffensis.

La dynastie royale des Angles de l'Est porte le nom de Wuffingas en référence à Wuffa, fils de Wehha et descendant de Woden. Dans cette lignée, le fils de Woden porte le nom de Caser, qui correspond au latin Cæsar. Trois générations plus bas apparaît un Hrothmund qui a pour homonyme un personnage de Beowulf. D'après la Historia Brittonum, le premier roi de cette lignée est « Guillem Guercha », le père de Wehha.
| Cronicon ex Cronicis | Collection anglienne | Historia Brittonum |
| -------------------- | -------------------- | ------------------ |
| Woden                | Woden                | Woden              |
| Caser                | Caser                | Casser             |
| Titmon               | Tẏtiman              | Titinon            |
| Trigils              | Trẏgil               | Trigil             |
| Rothmund             | Hroðmund             | Rodnum             |
| Hripp                | Hrẏp                 | Kypp               |
| Wihelm               | Ƿilhelm              | Guithelm           |
| Wihelm               | Ƿehh                 | Gueca              |
| Vffa/Wffa            | Ƿuffa                | Guffa              |

### Le Lindsey
La Collection anglienne présente une généalogie des rois du Lindsey, mais elle est plus difficile à exploiter que les autres, faute de contexte. En effet, le royaume de Lindsey n'a quasiment pas laissé de traces écrites en dehors de cette liste et ses rois ne sont cités dans aucune autre source.
Dans un article de 1927, l'historien Frank Stenton distingue trois noms de la liste. Cædbæd, qui comprend l'élément breton cad-, illustre les contacts entre les Anglo-Saxons et les Bretons insulaires. Biscop, trois générations plus bas, porte un nom qui trahit une conversion au christianisme puisqu'il signifie littéralement « évêque » (bishop en anglais moderne). Enfin, Stenton considère que Aldfrith, le dernier roi de la liste, n'est autre que le Ealdfrid rex qui témoigne sur une charte d'Offa de Mercie. Cette hypothèse a été rejetée par les historiens ultérieurs, qui estiment que la charte fait en réalité référence à Ecgfrith, le fils d'Offa.
| Collection anglienne |
| -------------------- |
| Uuoden               |
| Uinta                |
| Cretta               |
| Cueldgils            |
| Cædbæd               |
| Bubba                |
| Beda                 |
| Biscop               |
| Eanferð              |
| Eatta                |
| Aldfrið              |

### L'Essex

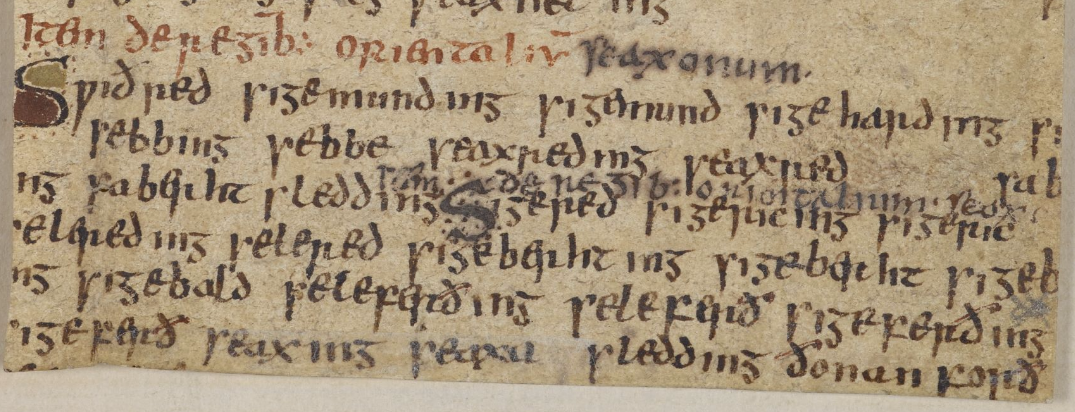
L'ascendance des rois d'Essex dans le manuscrit BL Add 23211.

L'Essex est le seul royaume dont les souverains ne sont pas présentés comme des descendants de Woden. Le manuscrit BL Add 23211 fait remonter leur ascendance à une autre divinité saxonne, Seaxneat. Il est possible que ce dernier ait aussi été considéré comme l'ancêtre des lignées royales du Sussex (un royaume pour lequel ne subsiste aucune liste généalogique) et du Wessex (apparemment rattachée a posteriori à Woden).